# Steyrer MGV Sängerlust
Der Steyrer MGV Sängerlust ist einer der ältesten, heute noch aktiven Männergesangsvereine Österreichs. Mit seinen derzeit rund 40 aktiven Mitgliedern ist er Teil des Kulturgeschehens in und um die Stadt Steyr in Oberösterreich.

## Geschichte
Die Wurzeln des Steyrer Männergesangsvereines Sängerlust reichen zurück bis in das Jahr 1844. Er kann sich damit zu Österreichs ältesten Gesangsvereinen zählen. Nach vierjährigem Bestehen wurde der Verein – aus angeblich politischen Gründen – im Revolutionsjahr 1848 von Amts wegen aufgelöst und konnte erst nach zweijähriger Pause 1850 unter dem geänderten Namen „Steyrer Liedertafel“ erneut ins Leben treten.
Wenig später, 1858, erfolgte die Gründung des MGV-Kränzchens. Beide, Liedertafel und Kränzchen, waren Sängergemeinschaften liberal-bürgerlicher Prägung und bestimmten in bester Zusammenarbeit einen bedeutenden Teil des Steyrer Musiklebens in der zweiten Hälfte des 19. Jahrhunderts.
Erwähnung verdienen die direkten Beziehungen zu zeitgenössischen Dichtern und Komponisten. Es finden sich im Vereinsarchiv handschriftliche Beiträge und Widmungen von Peter Rosegger, Felix Dahn, Enrica von Handel-Mazzetti, weiters solche von Wilhelm Kienzl, Richard Heuberger, Thomas Koschat und vielen anderen. Die engste Bindung hielten beide Vereine zu ihrem Ehrenmitglied Anton Bruckner, der bekanntlich einen Teil seiner entscheidenden Schaffensjahre in Steyr verbracht hat.
Bald nach der Jahrhundertwende war der Höhepunkt der Leistungskraft beider Vereine überschritten. Die sozialen und kulturellen Begleiterscheinungen des Ersten Weltkrieges und der Jahre danach drängten zur Fusion. Im Jahre 1929 vereinigten sich Liedertafel und Kränzchen unter dem Namen „Steyrer Männergesangsverein“.
Aber auch der Zweite Weltkrieg forderte seinen Tribut: das Vereinsleben ließ sich nicht mehr im wünschenswerten Maße aktivieren. 1959 erfolgte der Zusammenschluss mit dem auch in schwierigen Zeiten aktiv gebliebenen A-Cappella-Chor „Sängerlust“.
Der Chor „Sängerlust“ ist der jüngere Spross dieses Zusammenschlusses. 1886 in der Vorstadt gegründet, bleibt dieser vorerst durch Jahrzehnte eine Tischgesellschaft. Dem Wirken des Chorleiters Franz Wegscheider ist es zu verdanken, dass aus der gemütlichen Runde ein ambitionierter und leistungsfähiger Chor wurde. Unter der Leitung Wegscheiders erreichte der Chor seine Blütezeit: 328 verschiedene Chorwerke wurden in den Wegscheider-Jahren von 1921 bis 1954 studiert und in 123 Konzerten aufgeführt. Max Deschka, sein Nachfolger, lehrte die Sänger den schwierigen Schritt zur zeitgenössischen Chorliteratur und schuf damit die Voraussetzung für die kontinuierliche Weiterentwicklung des Vereines in der Gegenwart.
Der Steyrer Männergesangsverein Sängerlust hat derzeit knapp 40 ausübende Mitglieder. Beste Kameradschaft und das ernste Bemühen um vorbildliche gesangliche Leistung zeichnen den Chor aus. Für die Konzerte werden, neben Volkstümlichem und Bewährtem, stets auch zeitgenössische Komponisten einstudiert. Der Verein kann sich freuen, dass sein bescheidener, aber durchaus ernsthaft gedachter kultureller Beitrag in der Heimatstadt Steyr und anderswo Anerkennung findet.
Große Sängerfahrten machen den Verein auch anderswo bekannt und bringen im Gegenbesuch befreundete Chöre nach Steyr. Besondere Erwähnung verdienen die Reisen in das damals noch kommunistische Rumänien (1975, 1977), Plauen (1994, 1996), San Benedetto del Tronto (2004), Vorarlberg (1998), Belgien (2000), Dresden (1994), Berlin (2004), Graz (2004) und zuletzt Hamburg (2008).
Ein Höhepunkt im Vereinsleben war die Mitwirkung beim Festkonzert zum 100. Todestag von Anton Bruckner im berühmten Großen Saal des Wiener Musikvereines (1996) und die Teilnahme an der Eröffnung der Wiener Festwochen am Rathausplatz (1997).
- 2009 Eröffnung des Musikfestival Steyr mit anderen Chören und dem Beethoven-Sinfonieorchester Wien Beethovens 9 Symphonie[3]
- 2010 Eröffnung des Musikfestival Steyr mit Marc-Antoine Charpentier – Te Deum.[4]

Anlässlich seines 170. Bestandsjubiläums gründete der Steyrer MGV Sängerlust die Initiative Steyr singt, um für Musikschaffende (insbesondere dem Chorgesang) eine zukunftsweisende Plattform zu bieten. Der eigens dazu gegründete Projektchor „Steyr singt“ bestritt am 8. November 2014 ein Festkonzert mit der Südböhmischen Kammerphilharmonie Budweis und mit Werken von Anton Bruckner (Inveni David), Martin L. Fiala (Schenk deinem Leben einen Traum – Welturaufführung), John Rutter (Magnificat) und Karl Jenkins (The Armed Man – A Mass for peace).

## Archiv

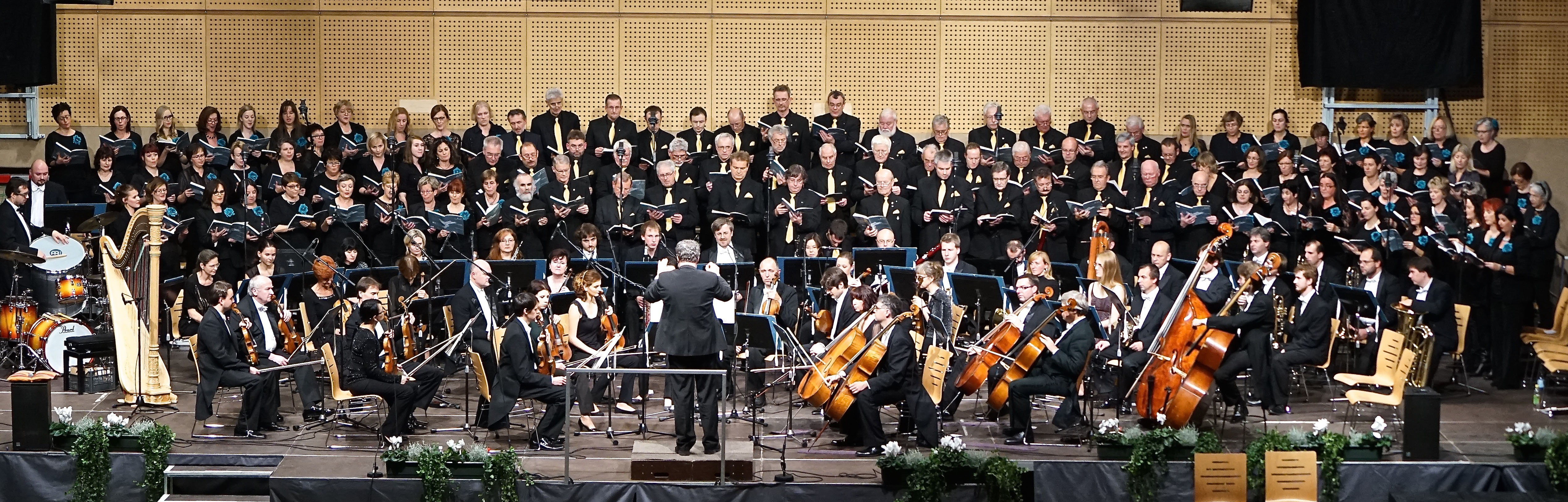
Steyr singt 2014 mit der Südböhmischen Kammerphilharmonie Budweis (Dirigent Martin Fiala) beim 170-jährigen Bestandsjubiläum des Steyrer MGV Sängerlust

Der Steyrer MGV Sängerlust hat im Laufe seiner vielen Vereinsjahre ein beträchtliches Material an Noten, wertvollen Handschriften und Gegenständen angesammelt, die bis zum Jahr 2002 am Dachboden des Vereinsheimes gelagert wurden und so schädlichen Umwelteinflüssen ausgesetzt waren.
Durch das großzügige Entgegenkommen eines Steyrer Sponsors wurden dem Verein zwei Räume zur Verfügung gestellt, welche nach umfangreichen Adaptierungen seitens der Sangesbrüder nun das gesamte Archiv mit 4000 Notensätzen, Handschriften u. a. von Anton Bruckner, Max Bruch, Wilhelm Kienzl und anderen Komponisten und Dichtern beherbergt. An die 50 Bilder aus der bewegten Vergangenheit des Vereines zieren die Wände der Räume.
Zeitgemäß wurde die gesamte Aufzeichnung mit EDV vorgenommen, unter anderem sämtliche Konzerte und Auftritte der letzten 160 Jahre und eine umfassende Vereinschronik. Die Dateien umfassen derzeit ca. 9000 Datensätze.

## Bekannte Mitglieder
- Anton Bruckner – Ehrenmitglied
- Hans Peter Heinzl – aktives Mitglied
- Franz Josef Hartlauer – aktives Mitglied

## Trivia
- Die Vereinsstatuten des Steyrer MGV Sängerlust und der Wiener Philharmoniker basieren auf dem gleichen Entwurf (beide Vereine wurden etwa zur gleichen Zeit gegründet[9]). Das Statut definiert eine Trennung zwischen künstlerischer und administrativer Leitung des Vereines. Beim Steyrer MGV Sängerlust wird die künstlerische Leitung von Julia Auer (M.A., B.A.) wahrgenommen, die administrative Leitung vom Vereinsobmann Siegfried Gegenhuber und dessen Stellvertreter Johannes Doblinger.